# Jaroslav Klápště
Jaroslav Klápště (7. srpna 1923 Záhoří – 23. září 1999 Praha) byl český výtvarný umělec a grafik.

## Život
Vztah k výtvarnému umění získal díky matce, která pocházela z umělecky nadané rodiny. Po smrti svého otce žil s prarodiči z matčiny strany na Semilsku a za středoškolských studií pak pobýval s matkou v Turnově. Po maturitě v roce 1942 byl totálně nasazený a pracoval jako dělník u drah. Zde se také setkal s Bohumilem Hrabalem a jejich setkání mělo pak vliv na jeho budoucnost – rozhodl se stát malířem.
Po válce vystudoval Vysokou školu uměleckoprůmyslovou, kde ho vedli František Tichý a Emil Filla. Po studiu se přidal ke sdružení výtvarných umělců Hollar a také se stal členem Svazu výtvarných umělců v Liberci. Jako žák politicky nepohodlných profesorů z Vysoké školy uměleckoprůmyslové měl v 50. letech ztížené možnosti výtvarně se prosadit a byl nucen při své práci volit politicky neutrální témata.
Na svých dílech pracoval střídavě v Turnově, Praze a u prarodičů v Čikváskách. Ve své tvorbě se zaměřoval na oblast Podkrkonoší a Pojizeří, ale zachycoval také proměny střední části města Most. Právě demolice starého Mostu kvůli těžbě uhlí jej jako výtvarníka silně formovala.
Namaloval také několik zátiší, na nichž se objevují předměty denní potřeby. Absolvoval i cesty do zahraničí (Chorvatsko, Rusko, Nizozemsko, Itálie či Francie) a inspirace z putování se objevily na jeho kvaších. Jeho grafiky výtvarně doplnily také básnické sbírky některých českých autorů, např. Františka Halase, Jaroslava Seiferta, Vladimíra Holana a Josefa Hory.
Na počátku roku 2011 byly jeho práce vystavovány v pražské Galerii Vltavín na tamním Masarykově nábřeží na přehlídce nazvané „Vyhnání z ráje“. Na ni pak navázal druhý díl výstavy jeho děl, které probíhalo v Nové síni v pražské Voršilské ulici. Další výstava se uskutečnila u příležitosti umělcových nedožitých devadesátin na přelomu let 2013 a 2014 v Semilech.